# Élections législatives françaises de juin 1946 en Guinée
Les élections à l'assemblée nationale française ont eu lieu en Guinée le 2 juin 1946.

## Système électoral
Les deux sièges attribués à la circonscription ont été élus sur deux listes électorales distinctes ; les citoyens français ont élu un député du premier collège, tandis que les non-citoyens ont élu un député du second collège.

## Résultats

### Premier Collège
| Candidat                                 | Votes | %      |
| ---------------------------------------- | ----- | ------ |
| Jean Ferracci                            | 720   | 54,55  |
| Guignouard                               | 355   | 26,89  |
| Rouvin                                   | 126   | 9,55   |
| Giacomini                                | 50    | 3,79   |
| Bardy                                    | 27    | 2.05   |
| Salles                                   | 18    | 1.36   |
| Meunier                                  | 4     | 0,30   |
| Six autres candidats                     | 20    | 1,52   |
| Total                                    | 1 320 | 100,00 |
|                                          |       |        |
| Votes valides                            | 1 320 | 98,36  |
| Votes invalides/blancs                   | 22    | 1,64   |
| Nombre total de votes                    | 1 342 | 100,00 |
| Électeurs inscrits/taux de participation | 2 545 | 52,73  |
| Source : De Benoist                      |       |        |

### Deuxième Collège
| Candidat                                 | Votes  | %      |
| ---------------------------------------- | ------ | ------ |
| Yacine Diallo                            | 10 100 | 54,81  |
| Mamba Sano                               | 5 170  | 28.06  |
| Ibrahime Kaba Lamine                     | 3 071  | 16.66  |
| Amara Sissoko                            | 39     | 0,21   |
| Deux autres candidats                    | 48     | 0,26   |
| Total                                    | 18 428 | 100,00 |
|                                          |        |        |
| Votes valides                            | 18 428 | 99,65  |
| Votes invalides/blancs                   | 64     | 0,35   |
| Nombre total de votes                    | 18 492 | 100,00 |
| Électeurs inscrits/taux de participation | 22 551 | 82,00  |
| Source : De Benoist                      |        |        |